# Canton de la Bresse
Le canton de la Bresse  est une circonscription électorale française située dans le département des Vosges et la région Grand Est.

## Histoire
Un nouveau découpage territorial des Vosges entre en vigueur à l'occasion des premières élections départementales suivant le décret du 27 février 2014. Les conseillers départementaux sont, à compter de ces élections, élus au scrutin majoritaire binominal mixte. Les électeurs de chaque canton élisent au Conseil départemental, nouvelle appellation du Conseil général, deux membres de sexe différent, qui se présentent en binôme de candidats. Les conseillers départementaux sont élus pour 6 ans au scrutin binominal majoritaire à deux tours, l'accès au second tour nécessitant 12,5 % des inscrits au 1er tour. En outre la totalité des conseillers départementaux est renouvelée. Ce nouveau mode de scrutin nécessite un redécoupage des cantons dont le nombre est divisé par deux avec arrondi à l'unité impaire supérieure si ce nombre n'est pas entier impair, assorti de conditions de seuils minimaux. Dans les Vosges, le nombre de cantons passe ainsi de 31 à 17.
Le canton de la Bresse est formé de communes des anciens cantons de Saulxures-sur-Moselotte (10 communes) et de Remiremont (5 communes). Il est entièrement inclus dans l'arrondissement d'Épinal. Le bureau centralisateur est situé à La Bresse.

## Représentation
| Période élective | Période élective | Mandat | Mandat   | Identité        | Nuance | Nuance | Qualité |
| ---------------- | ---------------- | ------ | -------- | --------------- | ------ | ------ | --- |
| 2015             | 2021             | 2015   | 2021     | Jérôme Mathieu  |        | LR     | Premier adjoint au maire de La Bresse Vice-président de la communauté de communes de la Haute Moselotte président de la chambre d'agriculture des Vosges |
| 2015             | 2021             | 2015   | 2021     | Brigitte Vanson |        | LR     | Première adjointe au maire de Ventron |
| 2021             | 2028             | 2021   | en cours | Jérôme Mathieu  |        | LR     | Conseiller sortant, 8ème Vice-Président, délégué à la Communication et aux Usages du numérique                                                           |
| 2021             | 2028             | 2021   | en cours | Brigitte Vanson |        | LR     | Conseillère sortante |

### Résultats détaillés

#### Élections de mars 2015
À l'issue du 1er tour des élections départementales de 2015, deux binômes sont en ballottage : Jérôme Mathieu et Brigitte Vanson (UMP, 30,14 %) et Élise Calais et Maurice Claudel (PS, 23,87 %). Le taux de participation est de 55,9 % (10 651 votants sur 19 052 inscrits) contre 52,67 % au niveau départemental et 50,17 % au niveau national.
Au second tour, Jérôme Mathieu et Brigitte Vanson (UMP) sont élus avec 58,59 % des suffrages exprimés et un taux de participation de 52,27 % (5 226 voix pour 9 958 votants et 19 052 inscrits).

#### Élections de juin 2021
Le premier tour des élections départementales de 2021 est marqué par un très faible taux de participation (33,26 % au niveau national). Dans le canton de la Bresse, ce taux de participation est de 33,55 % (6 077 votants sur 18 112 inscrits) contre 33,12 % au niveau départemental. À l'issue de ce premier tour, deux binômes sont en ballottage : Jérôme Mathieu et Brigitte Vanson (LR, 45,74 %) et Marie-Josèphe Clement et Erik Grandemange (DVG, 37,36 %).
Le second tour des élections est marqué une nouvelle fois par une abstention massive équivalente au premier tour. Les taux de participation sont de 34,36 % au niveau national, 33,77 % dans le département et 33,69 % dans le canton de la Bresse. Jérôme Mathieu et Brigitte Vanson (LR) sont élus avec 54,48 % des suffrages exprimés (3 060 voix pour 6 103 votants et 18 115 inscrits),,.

## Composition
Le canton de la Bresse comprend quinze communes entières.
| Nom                               | Code Insee | Intercommunalité                 | Superficie (km2) | Population (dernière pop. légale) | Densité (hab./km2) | Modifier                                    |
| --------------------------------- | ---------- | -------------------------------- | ---------------- | --------------------------------- | ------------------ | ------------------------------------------- |
| La Bresse (bureau centralisateur) | 88075      | CC des Hautes Vosges             | 57,94            | 3 947 (2022)                      | 68                 | modifier les données · modifier les données |
| Basse-sur-le-Rupt                 | 88037      | CC des Hautes Vosges             | 13,73            | 854 (2022)                        | 62                 | modifier les données · modifier les données |
| Cornimont                         | 88116      | CC des Hautes Vosges             | 40,23            | 3 037 (2022)                      | 75                 | modifier les données · modifier les données |
| Faucompierre                      | 88167      | CC Bruyères - Vallons des Vosges | 2,45             | 227 (2022)                        | 93                 | modifier les données · modifier les données |
| La Forge                          | 88177      | CC des Hautes Vosges             | 4,72             | 515 (2022)                        | 109                | modifier les données · modifier les données |
| Gerbamont                         | 88197      | CC des Hautes Vosges             | 9,69             | 353 (2022)                        | 36                 | modifier les données · modifier les données |
| Rochesson                         | 88391      | CC des Hautes Vosges             | 21,49            | 676 (2022)                        | 31                 | modifier les données · modifier les données |
| Sapois                            | 88442      | CC des Hautes Vosges             | 16,89            | 629 (2022)                        | 37                 | modifier les données · modifier les données |
| Saulxures-sur-Moselotte           | 88447      | CC des Hautes Vosges             | 31,87            | 2 537 (2022)                      | 80                 | modifier les données · modifier les données |
| Le Syndicat                       | 88462      | CC des Hautes Vosges             | 18,29            | 1 859 (2022)                      | 102                | modifier les données · modifier les données |
| Tendon                            | 88464      | CC des Hautes Vosges             | 21,85            | 504 (2022)                        | 23                 | modifier les données · modifier les données |
| Thiéfosse                         | 88467      | CC des Hautes Vosges             | 7,62             | 583 (2022)                        | 77                 | modifier les données · modifier les données |
| Le Tholy                          | 88470      | CC Gérardmer Hautes Vosges       | 30,76            | 1 495 (2022)                      | 49                 | modifier les données · modifier les données |
| Vagney                            | 88486      | CC des Hautes Vosges             | 24,91            | 3 873 (2022)                      | 155                | modifier les données · modifier les données |
| Ventron                           | 88500      | CC des Hautes Vosges             | 24,97            | 839 (2022)                        | 34                 | modifier les données · modifier les données |
| Canton de la Bresse               | 8801       |                                  | 327,41           | 21 928 (2022)                     | 67                 | modifier les données                        |

## Démographie
En 2022, le canton comptait 21 928 habitants, en évolution de −3,88 % par rapport à 2016 (Vosges : −2,96 %, France hors Mayotte : +2,11 %).
| 2013   | 2018   | 2022   |
| ------ | ------ | ------ |
| 23 263 | 22 459 | 21 928 |